# Антокольский, Марк Матвеевич
Марк Матве́евич Антоко́льский (Мо́рдух Ма́тысович Антоко́льский; 2 ноября [14 ноября] 1840, Вильна, Российская империя — 9 июля 1902, Бад-Хомбург, Германская империя) — русский скульптор еврейского происхождения, представитель петербургского академизма, один из наиболее значимых ваятелей пореформенной эпохи; первый в истории еврейский скульптор, снискавший международную известность. Академик (с 1871), профессор (с 1880) и действительный член (с 1893; по новому уставу) Императорской Академии художеств.

## Биография
Родился 2 ноября (по старому стилю) 1840 года в Вильне. Фамилия происходит от названия виленского пригорода Антоколя (Antakalnis, ныне один из районов города), где и жила семья.
Был одним из восьмерых детей в еврейской семье, в которой росли, помимо него, сыновья Меер (1833), Нохим (1836), Михл-Пейсах (1837) и дочери Блюма-Рывка (1843), Эстер (1849), Буня (1852), Рахиль (1856). Его родители Матыс Янкелевич Антокольский (1815—1888) и Кейля-Хена Беньяминовна Антокольская (в девичестве Каценеленбоген, 1817—?), которые содержали нечто вроде харчевни на одной из главных улиц Вильны, были людьми небогатыми и очень религиозными. Ещё мальчиком Антокольский рисовал везде, где только мог, — на столе, на стенах…. Родители относились к этому его увлечению резко негативно. Но когда сын подрос, отдали его в обучение резчику по дереву. О талантливом подмастерье узнала жена виленского генерал-губернатора В. И. Назимова — известная покровительница искусств А. А. Назимова. Благодаря её ходатайству будущего скульптора приняли в Академию художеств (ему было дозволено посещать вольнослушателем скульптурный класс).
В 1864 году Антокольскому была присвоена серебряная медаль за горельеф «Еврей-портной», а в 1868 году — золотая за горельеф «Скупой». Во время учёбы в Академии Антокольский не только в совершенстве овладел русским языком (у него дома говорили на идише), но и увлёкся российской историей и литературой.
Первой большой работой стала статуя «Иван Грозный» (1870 год). Великая княгиня Мария Николаевна, президент Академии художеств, пришла в восторг от скульптуры и рассказала о работе молодого художника императору Александру II. Статуя произвела на царя огромное впечатление, и он приобрёл её для Эрмитажа за 8 тысяч рублей (по тем временам это была огромная сумма). Вслед за этим другой вариант скульптуры был куплен в Кенсингтонский музей, став первой скульптурой из России, приобретённой на Западе. Совет Академии художеств присудил студенту Марку Антокольскому за «Ивана Грозного» высшую награду — звание академика.
В 1871 году, после окончания Академии, Антокольский отправился в Рим и Париж. В то время это была обычная для выпускников Академии художеств практика. Считалось, что будущие скульпторы и живописцы должны окунуться в культурную атмосферу и увидеть работы классиков в оригинале. В Риме Антокольский работал над статуей Петра I, задуманной ещё в России. Эту работу он выслал в Санкт-Петербург. В это же время Антокольского избрали членом-корреспондентом Парижской академии. 6 сентября 1872 года Антокольский заключил брак с Геней Юделевной Апатовой, дочерью виленского купца первой гильдии Юделя (Юдла) Гиршевича Апатова; среди прочего приданное включало собственный трёхэтажный дом в Вильне. В 1878 году он показал свои новые работы на Всемирной выставке в Париже и получил её высшую награду и французский орден Почётного легиона. Вскоре его избрали почётным членом многих западноевропейских академий: Берлинской, Венской, Лондонской и других.
В 1889 году скульптор создал статую «Нестор-летописец». В 1891 году он завершил ещё две работы: майолику «Ярослав Мудрый» и бронзовую статую «Ермак».
Антокольский много писал. Известны его статьи по вопросам искусства в «Санкт-Петербургских ведомостях», «Неделе», журнале «Искусство и художественная промышленность». В «Вестнике Европы» в 1887 году была опубликована его «Автобиография». Незадолго до смерти он написал роман «Бен-Изак» — хронику из еврейской жизни.
Под редакцией В. В. Стасова и с его большим предисловием после смерти скульптора была издана книга «Марк Матвеевич Антокольский. Его жизнь, творчество, письма и статьи» (Санкт-Петербург — Москва, 1905).
Скончался Антокольский 26 июня (9 июля) 1902 года в 11 часов вечера во Франкфурте-на-Майне (по другим источникам — в городе Бад-Хомбург) от болезни желудка. Был похоронен в Петербурге на Преображенском еврейском кладбище. Его могилу и надгробие всё ещё можно найти там, недалеко от въездных ворот. Он был человеком верующим и до конца своих дней соблюдал традиции иудаизма. На надгробном памятнике изображены менора, свиток Торы и Звезда Давида, а также был установлен бронзовый бюст Антокольского работы его ученика И. Я. Гинцбурга. В сборнике «Исторические кладбища Санкт-Петербурга» сообщается об отсутствии бюста на могиле; согласно еженедельному приложению к «Красной газете», журналу «Бегемот», бюст был похищен в начале 1928 года.

## Семья
1. Родители: Матыс Янкелевич Антокольский (1815—1888) и Кейля-Хена Беньяминовна Антокольская (в девичестве Каценеленбоген, 1817—?)
  1. Марк. Его жена (с 6 сентября 1872 года) — Геня (Елена) Юделевна Антокольская (в девичестве Апатова)[14][15], дочь купца первой гильдии, потомственного почётного гражданина Юделя Гиршевича Апатова (1798—1868)[16]. Умерла в Париже в конце июня 1921 года[17]. Их дети:
    1. Эсфирь София Антокольская (Ester (Sofie) Cahen d’Anvers; 1875, Рим — ?). В 1899 году вступила в брак с представителем богатой еврейской семьи[18] Жоржем Монтефиоре-Леви (Georges Albert Isaac Levi Cahen d’Anvers; 1864—1903), бельгийским политиком, промышленником и изобретателем[19][20]. Ещё до смерти отца Эсфири у пары родились дети, внуки Марка Антокольского[21]. Её сын — Guy Gérard Cahen d’Anvers (1900—1925).
    2. Александра Антокольская (Александрина, Анна Рикой, Саша Сфорца) (1880, Рим — 1930?) — французская светская львица.
    3. Лев Маркович Антокольский

  2. Брат — Михл-Пейсах Матысович Антокольский (1837—1894). Его дочери, племянницы скульптора:
    1. Елена Павловна (Михайловна) Тарханова-Антокольская (1862[22]—1930)[23] — художница и скульптор, была замужем за физиологом И. Р. Тархановым.
    2. Ольга Павловна Антокольская (1863—1935). Замужем за кузеном Гершоном Антокольским (братом художника Льва Антокольского)[24]. Их сын:
      1. Поэт Павел Антокольский[25].

- Фото М. Антокольского, конец 1890-х годов.
- Фото М. Антокольского
- Фото М. Антокольского
- Фото М. Антокольского в его парижской студии
- Александра Антокольская, в замужестве Рикой. Le Figaro-Modes, Ноябрь, 1903 год.

## Произведения
См. Категория:Скульптуры Марка Антокольского
Наиболее известные произведения:
- «Иван Грозный» (около 1870–1871, гипс, утрачен; 1871, бронза; 1875, мрамор; в 1871 году за эту скульптуру получил звание академика),
- «Христос перед судом народа» (1874, бронза, ГРМ; мрамор, ГТГ)
- «Смерть Сократа» (1875, мрамор)
- «Спиноза» (1882, мрамор)
- «Мефистофель» (1883, мрамор)
- «Не от мира сего (Христианская мученица)» (1887, мрамор, выставлена в Третьяковской галерее)
- «Нестор-летописец» (1890, мрамор, Русский музей)
- «Ермак» (1891, бронза, Русский музей).
- Памятник императрице Екатерине II для Вильны (1897; открыт уже после смерти автора в 1902 году)
- Памятник Петру I в Таганроге (1898)
- Памятник создателю училища для слепых детей К. К. Гроту в Санкт-Петербурге (1906)
- Памятник Петру I в Архангельске (1911)

- «Мефистофель» (1883)
- «Нестор-летописец» (1890)
- «Христос»
- «Не от мира сего. (Христианская мученица)»
- Памятник Петру I в Таганроге.
- Мемориальная доска в Вильнюсе
- «Иван Грозный» (1871)

## Ученики
- Юлия Бразоль
- Илья Гинцбург
- Борис Шац

## Память
Могила М. М. Антокольского (1843—1902), 1909 г., авторы скульптор И. Я. Гинцбург, архитектор Я. Г. Гевирц — объект культурного наследия федерального значения, основание: постановление Правительства РФ от 10.07.2001 № 527.
В честь Марка Антокольского названы улицы в Иерусалиме, Тель-Авиве, Вильнюсе и Санкт-Петербурге.
В 2016 году к 150-летию основания Русского исторического общества Центральный Банк России выпустил золотую памятную монету номиналом 50 рублей: Скульптура М. Антокольского «Нестор Летописец».

## Адреса в Санкт-Петербурге
- Весна 1867 года — доходный дом Аренс — 7-я линия В. О., 4, кв. 4;
- 1867 год — 7-я линия, 28;
- Весна 1868—1870 годы — дворовый флигель дома М. С. Воронина — 5-я линия В. О., 4[26];
- 1884—1888 годы — доходный дом И. О. Утина — Конногвардейский бульвар, 17.

## Публикации текстов
- Антокольский М. М. Марк Матвеевич Антокольский : его жизнь, творения, письма и статьи : с факсимиле, портретами и снимками / Под ред. В. В. Стасова. — СПб., М. : Т-во М. О. Вольф, 1905. — [5], II, LIX, 1047 с., 18 л. ил. : ил., фронт. (портр.). — Указ. в: Freitag, 1997, p. 11, no. 247. — OCLC 5432568.